# Arkansas RiverBlades
Die Arkansas RiverBlades war eine US-amerikanische Eishockeymannschaft aus North Little Rock, Arkansas. Das Team spielte von 1998 bis 2003 in der East Coast Hockey League.

## Geschichte
Die Arkansas RiverBlades wurden 1998 als Franchise der East Coast Hockey League gegründet. Nach Fertigstellung der Alltel Arena nahm die Mannschaft in der Saison 1999/2000 den Spielbetrieb in der ECHL auf. Zuvor mussten die Clubbesitzer den Namen und das Logo des Teams ändern, das ursprünglich Arkansas RazorBlades heißen sollte. Die University of Arkansas lehnte dies jedoch ab, da ihre Sportmannschaften unter dem Namen Razorbacks spielen. Zudem wurde die Wahl der RiverBlades bezüglich ihres Slogans kritisiert. In Anlehnung an das Motto des lokalen Profi-Baseballteams Arkansas Travalers „Greatest Game on Dirt“ wählte man den Slogan „Greatest Game on Ice“. In ihrer ersten Spielzeit standen die RiverBlades in direkter Konkurrenz zu ihrem Stadtrivalen Arkansas GlacierCats aus der Western Professional Hockey League. Dieser musste aufgrund finanzieller Schwierigkeiten jedoch 2000 den Spielbetrieb einstellen.
Ihre erfolgreichste Spielzeit absolvierten die Arkansas RiverBlades in der Saison 2000/01, als sie zunächst die reguläre Saison auf dem fünften Platz der Southwest Division beendeten, ehe sie in den Playoffs um den Kelly Cup nach einem Sieg über die Baton Rouge Kingfish erst in der zweiten Runde an den South Carolina Stingrays scheiterten. Im Anschluss an die Saison 2002/03 wurde das Franchise aufgelöst, nachdem Equity Broadcasting, die Firma, in deren Besitz sich die RiverBlades befanden, den Mietvertrag mit der Alltel Arena auflöste.

## Saisonstatistik
Abkürzungen: GP = Spiele, W = Siege, L = Niederlagen, T = Unentschieden, OTL = Niederlagen nach Overtime SOL = Niederlagen nach Shootout, Pts = Punkte, GF = Erzielte Tore, GA = Gegentore, PIM = Strafminuten
| Saison  | GP | W  | L  | T  | OTL | SOL | Pts | GF  | GA  | Platz         | Playoffs                        |
| 1999/00 | 70 | 18 | 49 | —  | 3   | —   | 39  | 192 | 316 | 9., Southwest | nicht qualifiziert              |
| 2000/01 | 72 | 34 | 24 | 14 | —   | —   | 82  | 237 | 232 | 5., Southwest | Niederlage in der zweiten Runde |
| 2001/02 | 72 | 31 | 31 | 10 | —   | —   | 72  | 189 | 206 | 7., Southwest | nicht qualifiziert              |
| 2002/03 | 72 | 37 | 24 | 11 | —   | —   | 85  | 238 | 236 | 3., Southwest | Niederlage in der ersten Runde  |

## Team-Rekorde

### Karriererekorde
Spiele: 215  Jason Bermingham
Tore: 89  Jason Bermingham
Assists: 102  Eric Long
Punkte: 187   Jason Bermingham
Strafminuten: 332  Mark Scott

## Bekannte Spieler
- James Desmarais
- Scott Fankhouser
- Vernon Fiddler
- Trevor Gallant
- Philippe Lakos
- Michail Grigorjewitsch Krawez